# Hugo Andersen
Hugo Ricardo Andersen (3 de marzo de 1960) es un deportista argentino que compitió en judo. Ganó dos medallas en el Campeonato Panamericano de Judo de 1982.

## Palmarés internacional
| Campeonato Panamericano | Campeonato Panamericano   | Campeonato Panamericano | Campeonato Panamericano |
| Año                     | Lugar                     | Medalla                 | Categoría               |
| ----------------------- | ------------------------- | ----------------------- | ----------------------- |
| 1982                    | Santiago de Chile (Chile) | Medalla de plata        | Abierta                 |
| 1982                    | Santiago de Chile (Chile) | Medalla de bronce       | +95 kg                  |